# Lloyd Kaufman
Stanley Lloyd Kaufman Jr. (nascut el 30 de desembre de 1945) és un director de cinema, guionista, productor i actor nord-americà. Al costat del productor Michael Herz, és el cofundador de l'estudi de cinema Troma Entertainment i el director de molts dels seus llargmetratges, com ara The Toxic Avenger i Tromeo and Juliet. Moltes de les estratègies emprades per ell a Troma han fet que la indústria cinematogràfica sigui significativament més accessible i descentralitzada.

## Primers anys
Kaufman va néixer en una família jueva a Nova York, fill de Ruth (née Fried) i Stanley Lloyd Kaufman Sr., advocat.
Kaufman es va graduar a la Universitat Yale amb la promoció de 1968, on es va especialitzar en Estudis xinesos. Entre els seus companys de classe de Yale hi havia Oliver Stone i George W. Bush. Originalment tenia la intenció de convertir-se en treballador social, i es va fer molt amic del cineasta estudiant Robert Edelstein i Eric Sherman (fill del cineasta Vincent Sherman), que el van introduir en la seva futura obsessió de tota la vida, el cinema. Alguns dels cineastes preferits de Lloyd eren John Ford, Kenji Mizoguchi, Ernst Lubitsch, Stan Brakhage i Franklin Schaffner.
El 1966, Lloyd va fer una pausa dels seus estudis i va passar un any al Txad per a USAID com a buscador del Cos de pau estatunidenc.
Tornant a Yale, va produir la pel·lícula de baix pressupost de Robert Edelstein Rappaccini i va dirigir el seu propi primer llargmetratge, una pel·lícula experimental en blanc i negre titulada The Girl Who Returned (1969). La pel·lícula es va presentar a les societats cinematogràfiques de Yale, Harvard i altres institucions de la costa est. Després de la seva graduació, Kaufman va passar a treballar per a Cannon Films, on va conèixer John G. Avildsen (futur director guanyador del Premi Oscar per Rocky i The Karate Kid). Els dos van col·laborar durant diversos anys, fent pel·lícules de baix pressupost com Joe (1970) i Cry Uncle! (1971). Durant aquest període, Kaufman també va dirigir i protagonitzar el seu segon llargmetratge, The Battle of Love's Return (1971), que va obtenir crítiques positives en publicacions com The New York Times ; va escriure i coproduir el thriller lesbià Sugar Cookies (1973) amb Oliver Stone; i va escriure i dirigir la comèdia israeliana, Big Gus, What's the Fuss? (1973). Kaufman també va exercir com a executiu a càrrec de les ubicacions de Febre del dissabte nit (1977), i va ser influent a l'hora d'escollir 2001 Odyssey com a discoteca de la pel·lícula.
De 1973 a 1979, Kaufman va produir i dirigir un bon grapat de pel·lícules per a adults a Nova York sota el pseudònim de "Louis Su". Va dirigir almenys tres pel·lícules: The Divine Obsession, The Newcomers i Sweet & Sour, i està acreditat com a productor d’almenys tres més.

## Estudis Troma
El 1974, Kaufman i el seu soci comercial Michael Herz van fundar Troma Entertainment i van començar a produir i distribuir pel·lícules d'acció i comèdia independents. Per tal de pagar les factures, Kaufman va fer alguns treballs autònoms per a les principals produccions de Hollywood, incloses Rocky (editada a les màquines de Troma), Febre del dissabte nit i  El final del compte enrere, que també va produir (Kaufman ha dit que va ser la seva experiència en aquesta pel·lícula la que el va fer que no volgués tractar mai més amb un estudi important). Entre 1979 i 1981, tots dos van escriure, produir i dirigir una sèrie de "comèdies sexy" rendibles com Squeeze Play!, Waitress!, Stuck on You! i The First Turn-On!. A la majoria d'aquestes primeres pel·lícules, Kaufman és acreditat com "Samuel Weil". Kaufman també va fer una petita aparició a Rocky i va exercir com a director de producció a My Dinner with Andre de Louis Malle.
El 1985, Troma va experimentar l'èxit general amb la pel·lícula de superherois còmica i violenta The Toxic Avenger. Toxic es va convertir en la pel·lícula més popular de Troma, inspirant dues seqüeles, una quarta seqüela de pel·lícules independents, un programa de televisió per a nens del dissabte matí, còmics i tones de mercaderies. The Toxic Avenger, o "Toxie", és ara la mascota oficial de Troma.
Després de The Toxic Avenger va fer Class of Nuke 'Em High, que va codirigir amb Richard W. Haines. A partir de l'èxit de Toxic Avenger, Nuke 'em va inspirar dues seqüeles, una quarta seqüela de pel·lícules independents i una bona execució de programes nocturns per cable com ara USA Up All Night.
La popularitat de Troma va disminuir després del fracàs de taquilla de Troma's War, un factor que va contribuir a l'enfonsament de la companyia com a gran estudi de cinema, obligant a Kaufman a reduir el seu negoci a un estudi de cinema independent. Kaufman va atribuir la manca d'èxit de la pel·lícula als retalls fets a la pel·lícula després que l'MPAA es negués a llançar-la amb una qualificació R en la forma prevista. L'intent de Troma de recuperar la seva popularitat amb la sàtira de superherois Sgt. Kabukiman N.Y.P.D. no va tenir èxit, no va aconseguir impressionar a la taquilla. De 1995 a 2000, Kaufman va adaptar l'estudi a una companyia de cinema independent, trobant l'èxit entre els crítics i els aficionats al cinema de culte amb la pel·lícula independent Tromeo and Juliet (1996), una paròdia llunyana de Romeo i Julieta de Shakespeare. Altres pel·lícules independents que LA van seguir van Tenir menys èxit i van tenir una mala ressenya. Terror Firmer (1999), una pel·lícula slasher ambientada al plató d'una pel·lícula de Troma (amb Kaufman interpretant una caricatura d'ell mateix) i la quarta entrega, Citizen Toxie: The Toxic Avenger IV, va resultar ser un renaixement infructuós de la sèrie, ambdues pel·lícules no van aconseguir impressionar a la taquilla.
No passaria molt, però, abans que Troma tornés a patir dificultats financeres, aquesta vegada després del costós finançament errat d'una producció de vídeo de baix pressupost titulada Tales from the Crapper, que va costar 250.000 dòlars malgrat que la majoria del metratge és inutilitzable. Lloyd va supervisar una nova filmació en un intent de salvar la pel·lícula, dividint el metratge en dues parts i refusant la pel·lícula com a doble funció. Tales from the Crapper es va publicar en DVD el setembre de 2004.
Troma encara produeix i adquireix pel·lícules independents. Troma Films ha distribuït moltes pel·lícules de tercers, inclosa Cannibal! The Musical de Trey Parker. El mateix Lloyd fomenta la realització cinematogràfica independent, fent aparicions cameo en pel·lícules de terror de baix pressupost, sovint de forma gratuïta. Les aparicions inclouen temps de pantalla en el debut a la direcció de l'antic col·laborador James Gunn, Slither, així com Super; i Gamer de Mark Neveldine i Brian Taylor.
L'editor de Kaufman, Gabriel Friedman, va codirigir i escriure el guió de la seva pel·lícula següent, Poultrygeist: Night of the Chicken Dead, un musical zom-com que va fer la seva estrena oficial a Nova York el 9 de maig de 2008 (tot i que la pel·lícula s'havia vist prèviament nombroses vegades en pantalles individuals durant més d'un any). La pel·lícula va rebre crítiques positives d’Entertainment Weekly i The New York Times. Poultrygeist va recaptar $22,623 als Estats Units i al Canadà.
Al setembre de 2008, es va estrenar una versió musical escenificada de The Toxic Avenger al George Street Playhouse de New Brunswick (Nova Jersey). Dirigida pel guanyador del premi Tony John Rando, The Toxic Avenger Musical inclou música del membre fundador de Bon Jovi, David Bryan. El 17 de setembre de 2009, Kaufman va anunciar que faria un cameo en el remake de la pel·lícula de Charles Kaufman/Troma Mother's Day al costat del seu germà Charles.
Kaufman és el tema del proper llibre Toxic Schlock: Conversations with Lloyd Kaufman d'Andrew J. Rausch i Chris Watson. Kaufman ha estat treballant recentment per afegir a la seva sèrie Your Own Damn Movie!. Després d'haver completat Make Your Own Damn Movie!, Direct Your Own Damn Movie! i Produce Your Own Damn Movie!, ara està treballant en Sell Your Own Damn Movie! . Kaufman és el tema del proper llibre Lloyd Kaufman: Interviews de Mathew Klickstein, una entrega de la University Press of Mississippi de Conversations with Filmmakers Series
El 2010, Troma va produir Father's Day, una pel·lícula impactant de la potència canadenca Astron-6. Kaufman va aparèixer a la sèrie deDiscovery Channel, Oddities, a l'episodi deu de la temporada 3.
El 2012, Kaufman va protagonitzar la pel·lícula de terror d'antologia Horror House, interpretant a Joe l'agent immobiliari en cadascun dels cinc escenaris de la pel·lícula.
El 30 d'abril de 2013, Kaufman va aparèixer en un episodi d'Angry Video Game Nerd, revisant el videojoc Toxic Crusaders en diverses consoles. Kaufman també apareix a Angry Video Game Nerd: The Movie com ell mateix, i va ser entrevistat per James Rolfe.
El desembre de 2013, Lloyd Kaufman va revelar al podcast Chimichanga Talk que va trobar un metratge perdut entre bastidors de la pel·lícula Rocky. Kaufman va dirigir aquest metratge i es va rodar a Super-8. També va declarar que ha completat un comentari del metratge i que s'inclourà al llançament del 40è aniversari de Rocky en Blu-ray i DVD.
El 2013, Troma va estrenar Return to Class of Nuke 'Em High Vol.1 (2013) al Festival de Canes. Return to Nuke 'Em High: Vol. 1 va ser una col·laboració entre Troma i Starz/Anchor Bay, també és la primera pel·lícula que Kaufman ha dirigit en format digital. La pel·lícula ha tingut una bona acollida en estrenar-se arreu del món i ha guanyat premis i elogis de la crítica al llarg del camí. The New York Times va declarar: "Impulsat per esclats de mal gust i fluids corporals... L'efecte general és [sic] alegre." Fangoria va dir "Return to Nuke 'Em High: Vol. 1 és innegablement divertida, valenta i tan diferent a qualsevol altra cosa que es mostra avui que pràcticament demana respecte".
The Museum of Modern Art va seleccionar Return to Nuke 'Em High: Vol. 1 com a part de la seva prestigiosa sèrie "Contenders", una col·lecció de pel·lícules influents i innovadores realitzades durant els últims 12 mesos que es creu que resistirà la prova del temps, en honor a Kaufman juntament amb els seus companys directors David Lynch, Woody Allen, els germans Coen i Sofia Coppola.
El 2020, Kaufman va llançar #ShakespearesSh*tstorm, la seva iteració de La tempesta de William Shakespeare, una seqüela espiritual de Tromeo and Juliet.
El 2021, Kaufman va ser productor de les pel·lícules de Troma Films: Brandon Bassham's Slashening: The Final Beginning & Mercedes The Muses's Divide & Conquer.

## Filmografia

### Com a director
Totes les pel·lícules de Waitress a Sgt. Kabukiman N.Y.P.D. foren co-dirigides amb el seu amic i vicepresident de Troma Michael Herz
- The Girl Who Returned (1969)
- The Battle of Love's Return (1971)
- Big Gus, What's the Fuss? (1973) (codirigida amb Ami Artzi)
- The New Comers (1973)
- Squeeze Play! (1979) (com Samuel Weil)
- Waitress! (1981) (com Samuel Weil)
- Stuck on You! (1982) (com Samuel Weil)
- The First Turn-On! (1983) (com Samuel Weil)
- The Toxic Avenger (1984) (com Samuel Weil)
- Class of Nuke 'Em High (1986) (com Samuel Weil; codirigida amb Richard W. Haines)
- Troma's War (1988) (com Samuel Weil)
- The Toxic Avenger Part II (1989)
- The Toxic Avenger Part III: The Last Temptation of Toxie (1989)
- Sgt. Kabukiman N.Y.P.D. (1990)
- Tromeo and Juliet (1996)
- Terror Firmer (1999) (basada en el seu llibre All I Need to Know about Filmmaking I Learned from The Toxic Avenger)
- Troma's Edge TV (1999–2001) (26 episodis de mitja nora)
- Citizen Toxie: The Toxic Avenger IV (2000)
- All the Love You Cannes! (2002)
- Parts of the Family (2003) (com Gabriel Lloyd) (codirigida amb Léon Paul De Bruyn)
- Tales from the Crapper (2004)
- Make Your Own Damn Movie! (2005)
- Poultrygeist: Night of the Chicken Dead (2006)
- Splendor & Wisdom (2008)
- Direct Your Own Damn Movie (2009)
- Produce Your Own Damn Movie! (2010)
- Return to Nuke 'Em High Volume 1 (2013)
- Grindsploitation: segment Untitled[18] (2017)
- Return to Return to Nuke 'Em High AKA Volume 2 (2017)
- Shakespeare's Shitstorm (2020)

### Com a productor només
- Rappacini (1968)
- Sugar Cookies (1973)
- Silent Night, Bloody Night (1972)
- Mother's Day (1980)
- El final del compte enrere (1980)
- The Dark Side of Midnight (1984)
- Screamplay (1985)
- Igor and the Lunatics (1985)
- Girls School Screamers (1986)
- Combat Shock (1986)
- Fortress of Amerikkka (1988)
- Dialing for Dingbats (1989)
- Class of Nuke 'Em High 2: Subhumanoid Meltdown (1991)
- Class of Nuke 'Em High 3: The Good, the Bad and the Subhumanoid (1994)
- Blondes Have More Guns (1995)
- DeCampitated (1998)
- Sucker: The Vampire (1998)
- Cannes Tromatized (2000)
- The Rowdy Girls (2000)
- Parts of the Family (2003)
- Slaughter Party (2005)
- Mother's Day (2010)
- Teenape vs. the Nazi Monster Apocalypse (2011)
- Mr. Bricks: A Heavy Metal Murder Musical (2011)
- Father's Day (2011)
- Hack Job (2011)
- B.C. Butcher (2016)
- Revenge of the Gweilo (2016)
- Dolphinman Battles the Sex Lobster (2016, vídeo curt)
- Grindsploitation (2016, Presents)
- Spidarlings (2016, Presents)
- Troma's Monster Kill (2016-2017, sèrie de televisió)
- Return to... Return to Nuke 'Em High AKA Vol. 2 (2017)
- Another Yeti a Love Story: Life on the Streets (2017)
- Heart of Fartness: Troma's First VR Experience Starring the Toxic Avenger (2017, curt)
- F#ck You Lloyd Kaufman: An Interview from Hell (2017, curt)
- Crude (2017, curt)
- Slash Slashes with Guns and Hoe-ses! (2017, curt)
- Sgt. Ka-Spooky-Man's Cray-Cray VR Halloween Extravaganza (2017, video curt)
- Troma Now presents: A Stankmouth New Year's Eve Special (2018, Video curt)
- Kabukiman's Cocktail Corner: Loaded in Las Vegas (2018, video curt)
- Troma Now presents: Tromanda's Tromantic Transformation (2018, video curt)
- Troma Now presents: March Tromamania Madness (2018, video curt)
- Festival to Fascism: Cannes 2017 (2018, curt)
- Troma Presents: Spidarlings Behind the Scenes (2018, documentary curt)
- Mutant Blast (2018)
- Vampire Hooker Hotel (2018, curt)
- The Toxic Avenger: The Musical (2018)
- After School Lunch Special (2019)
- 2 Girls, 1 Duck (2019, making-of documentary for Return to... Return to Nuke 'Em High AKA Vol. 2)
- Blood Stab (2010, curt)
- #ShakespearesShitstorm (2020)
- Latched (2020, curt)
- This Night's End (2020, curt)
- Hannya Girl (2020, curt)
- Tromafist (2020, video curt)
- Slashening: The Final Beginning (2021)
- Jun (2021, curt)
- Divide & Conquer (2022)
- The Toxic Avenger (2023)

### Com a actor
- The Battle of Love's Return (1971) - Abacrombie
- Cry Uncle! (1971) - Hippie #2
- The Love Thrill Murders (1971) - Squeegee
- Rocky (1976) - Drunk
- Slow Dancing in the Big City (1979) - Usher
- El final del compte enrere (1980) - Comandant Kaufman
- Rocky V (1990) - Borratxo (escenes eliminades)
- Cannes Man (1996) - Troma Chief
- Tromeo and Juliet (1996) - Bar Patron
- Orgazmo (1997) - Doctor
- Terror Firmer (1999) - Larry Benjamin
- West Hollywood Stories, Volume One (1999) – La monja
- Citizen Toxie: The Toxic Avenger IV (2000) - Man in Public Service Announcement
- Tomorrow by Midnight (2001) - Video Store Manager
- Pretty Cool (2002) - Mr. Newman
- Tales from the Crapper (2004) - The Crap Keeper
- LolliLove (2004) - Father Lloyd
- Comic Book: The Movie (2004) – Ell mateix
- Harry Knuckles and the Pearl Necklace (2004) – Home amb barret
- Frankenstein vs. the Creature from Blood Cove (2005) - Borratxo
- Slither (2006) – Borratxto trist
- Attack of the Tromaggot (2006) – Ciutadà xantatjat
- Poultrygeist: Night of the Chicken Dead (2006) - Old Arbie
- Misadventures in Space (2007) - Lord Almirall Kaufman
- Zeppo: Sinners from Beyond the Moon! (2007) - President Kaufman
- Bryan Loves You (2008) - Jonathan's Helper
- Crank: High Voltage (2009) – Noi de manteniment #2
- Gamer (2009) - Genericon
- Incest Death Squad (2009) - Mr. Reamburg
- The Uh-Oh! Show (2009) - Pimp
- Hanger (2009) - Melvina The Tranny
- The 7 Nightmares Girl (2009) - Mr. Hasselman
- Klown Kamp Massacre - Vic Vickers
- Super (2010) - 911 Man
- Killer Hoo Ha (2010) – home al a carretera
- Hatchet II (2010) - Hunter
- Tetherball: The Movie (2010) - Larry Lewinski
- Bloodbath in the House of Knives (2010) - Advocat
- Caesar and Otto meet Dracula's Lawyer (2010) - Jutge Stoker Brown
- Caesar and Otto's Deadly XMas (2011) – Avi Denovio
- Hack Job (2011) - Rabbi Lloyd
- Fathers Day (2011) - Déu
- The Gunstringer (2011) - Doc Lloyd
- Creep Van (2012) - Disgruntled Car Wash Customer
- Evil Head (2012) - Professor Raymond Knowby (només veu)
- Horror House (2012) - Joe the Real Estate Agent
- LocoCycle (2013) - General Major Serje Krutsnetsoff
- Guardians of the Galaxy (2014) - Presoner, cameo
- Angry Video Game Nerd: The Movie (2014) - Ell mateix
- Science Team (2014) - Science Team Elder
- Stick 10 Even More Swag: The United League of Stereotypes (2014) – Hoffma
- Dyke Hard (2014) - Dancer
- 1 Chance 2 Dance (2014) - Presentador
- The Fappening (2015) - Walter Plinge[19]
- ABCs of Superheroes (2015) - TV Anchor
- Killer Rack (2015) - Dr. Foin
- The Transfiguration (2016) - Hobo
- Spidarlings (2016) - Mr. Banner[20]
- Blood Curse: The Haunting Of Alicia Stone (2016) – Pare d’Alicia[21]
- Escaping The Dead - Cameo
- Iron Sky: The Coming Race (2016) - cameo
- Cell (2016) - cameo
- Diary of a Fatman (2016) - Steven Haart
- Graveyard Stories (2017) - L’hoste[22]
- I Filmed Your Death (2017)
- Death House (2017) - Dr. Chalice
- Drive-In Grindhouse (2018) - Punching Bag / Police Chief (segment: The Big Blind)
- Another Cinema Snob Movie (2019) - Stanley Golightly
- The Black Spot (2019) - High Commander Kaufman
- I Scream on the Beach! (2020) - Dr. Lloyd
- I Need You Dead! (2020) - Aaron A. Applebee
- Easter Bunny Bloodbath 2: No More Tears (2020) - Lloyd Kaufman
- Kirk Squad (2020) - Computer TV Mini-Series
- Comic Book Junkies (2020) - Toby
- Toilet Horror (2020) - Lloyd Kaufman
- The Last Blockbuster (2020) - Ell mateix
- Celebrity Home Tours (2020) - Lloyd Kaufman
- Shakespeare's Sh*tstorm (2020) - Prospero/Antoinette Duke
- Blood Cove 2: Return of the Skull (2020) - Mayor Richards
- Slashening: The Final Beginning (2020) - Master Dyson
- Slutty The Clown (2020) - Professor Felatio
- Amityville Hex (2021) - Hex Reader
- The Suicide Squad (2021) -Home que balla al bar
- Carnal Monsters (2021) - Professor Felatio
- Grindsploitation 10: Milkin' It (2022) - YouTube Sensation (segment: "The Smell of Fear")
- Toxie Vs Putin (2022) - Narrador
- Psychic Vampire (2022) - Grocery Store Manager
- Guardians of the Galaxy Vol. 3 (2023) - Gridlemop (veu, cameo)[23]